# Hans Bertram

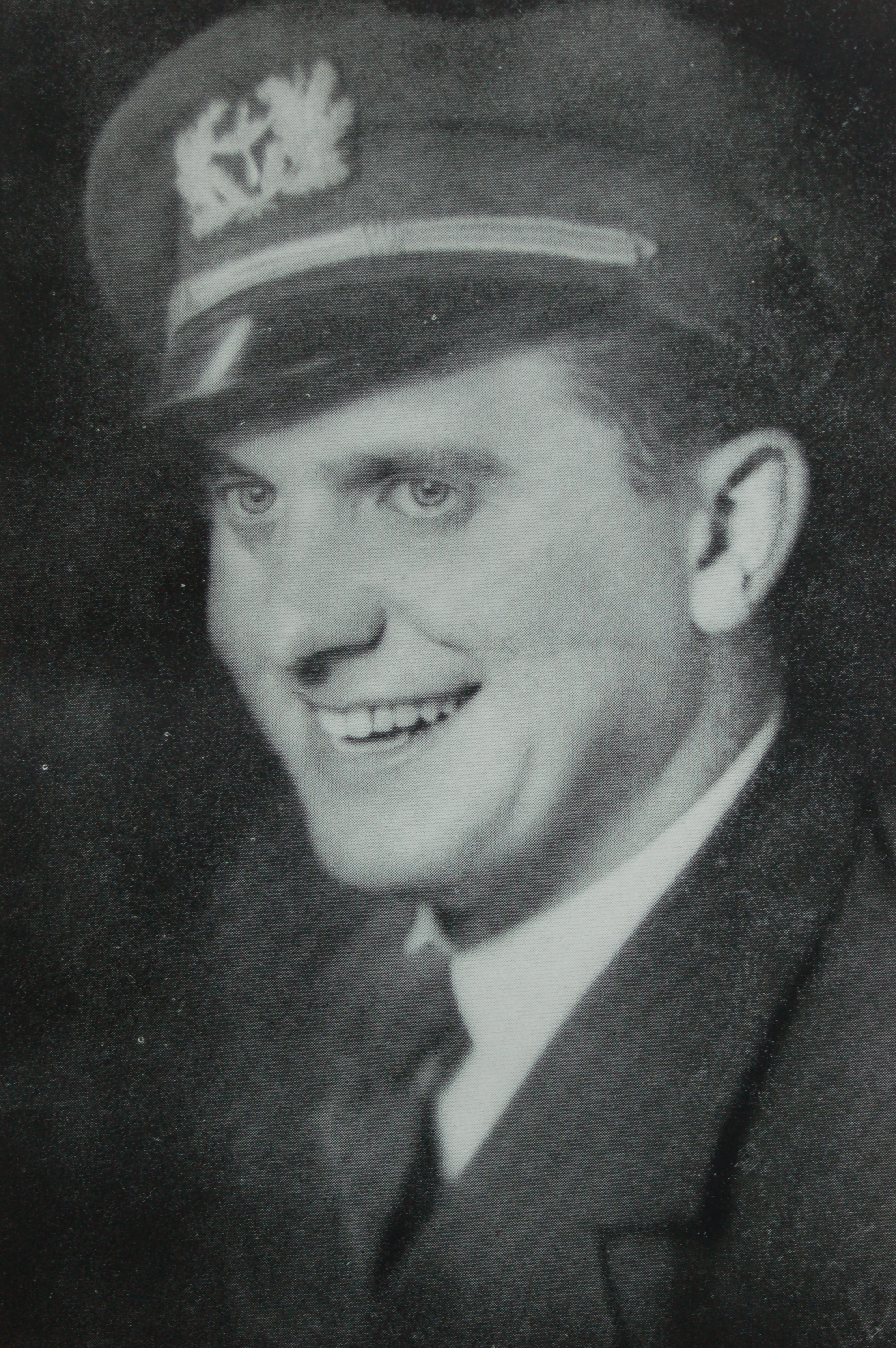
Hans Bertram omkring 1930

Hans-Karl Bertram, född 26 februari 1906 i Remscheid, Tyskland, död 8 januari 1993 i München, var en tysk pilot, författare, regissör, manusförfattare och filmproducent.
Han var son till en gästgivare från North Road i Remscheid och gift med skådespelaren Gisela Uhlen fram till i början av 1950-talet och far till skådespelaren Barbara Bertram. Efter avlagd studentexamen 1926 arbetade han som praktikant under sex månader vid företaget Blohm & Voss i Hamburg. Samtidigt tog han lektioner vid en flygskola och fick flygundervisning. Därefter följde studier vid Münchens Tekniska universitetet där han även fortsatte sin flygutbildning för Paul Bäumer vid Hamburg Fuhlsbüttels flygfält och avlade där ett trafikflygarcertifikat 1920. 
Han var anställd som konsult vid Chiang Kai-shek marinflyg 1928-1934, men fick under denna anställning gott om ledigheter som han utnyttjade för spektakulära flygningar i experimentsyfte som slutade med enstaka nödlandningar och haverier med förlust av flygplanen som följd.  
1932 skulle han tillsammans med Adolf Klausmann genomföra en flygning från Köln till Australien via Kina för att göra reklam för den tyska flygindustrin. Man använde sig av ett Junkers W 33c som döptes till Atlantis och startade från Köln 29 februari 1932 efter lite mindre missöden under resan landade man i Kupang där andrepiloten och filmfotografen klev av eftersom man behövde extra mycket bränsle ombord för den sista etappen till Darwin, men på grund av bränslebrist tvingades Bertram nödlanda i nordvästra Australien nära Wyndham. Bertram och Adolf Klausmann tvingades tillbringa 53 dagar i ödemarken där de tvingades kämpa för att överleva. Händelsen skapade tidningsrubriker över hela världen. På grund av skador tog sig Klausmann hem via båt medan Bertram på rekordtiden 6½ dag flög hem flygplanet till Berlin från Surabaya. 
Efter den stora utvandringen och arbetsförbud som infördes i Tyskland under 1930-talet rådde det stor brist på filmregissör och Bertram inledde en karriär som författare och filmregissör. Han anslöt sig 1934 som medlem i SA och som partimedlem anlitades han för att producera nazistiska propagandafilmer bland annat fick han på Herman Görings uppdrag skapa en film som skulle rättfärdiga invasionen av Polen. Under andra världskriget tjänstgjorde han som major och pilot i Luftwaffe och hans Messerschmidt blev nedskjuten över Libyen där han tillfångatogs och skickades till ett krigsfångläger i Australien 1941. Efter kriget återvände han till Tyskland och var verksam som författare, filmproducent och konsult inom flygrelaterade områden. Som manusförfattare skrev han tio filmer mellan 1938 och 1985 och han regisserade sex filmer mellan 1939 och 1952 bland annat Kampfgeschwader Lützow.